# Second Approach

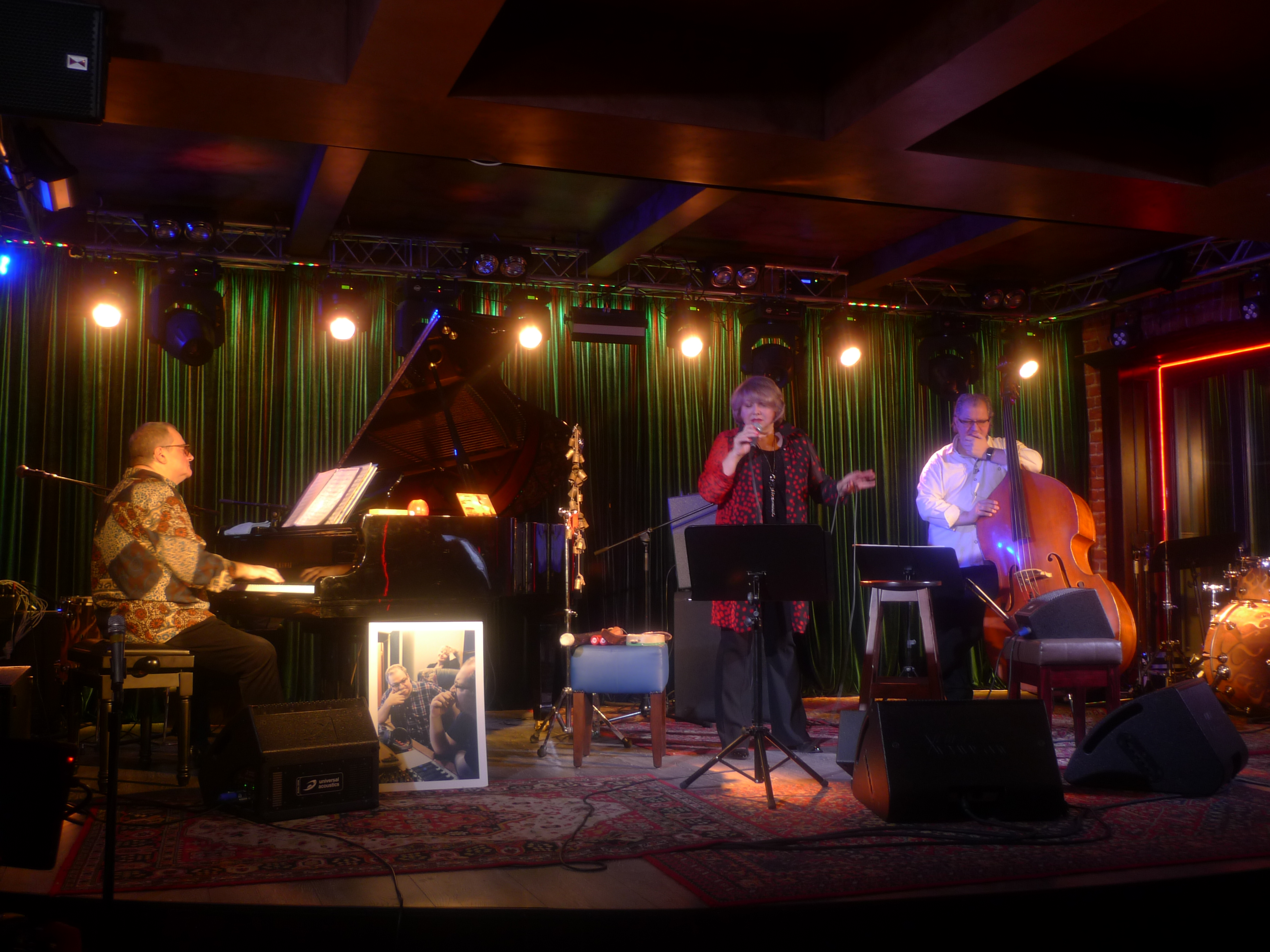
Second Approach

Second Approach (auch Second Approach Trio, russisch Второе Приближение) ist eine seit den 1990er-Jahren bestehende russische Jazzband um den Pianisten/Perkussionisten Andrei Razin (russisch Андрей Разин), den Bassisten Igor Ivanushkin (russisch Игорь Иванушкин) und die Sängerin/Perkussionistin Tatiana Komova (russisch Татьяна Комова).

## Bandgeschichte
Die Formation Second Approach entwickelte sich als Projekt aus der Kooperation des Pianisten Andrei Razin mit der Sängerin Tatiana Komova im Jahr 1994, als Razin an einer CD-Produktion ihres Duos Romen mitwirkte. 1996 war wiederum Komova an Razins Album The Second Approach beteiligt, das Piano-Gesang-Versionen klassischer Stücke enthielt. Zu dem Bandprojekt stieß der Bassist Igor Ivanushkin hinzu. Das Trio trat in den folgenden Jahren auf zahlreichen Festivals auf und tourte in Russland, später auch in Westeuropa. Die Moskauer Vereinigung der Jazz-Journalisten zeichnete  The Second Approach als Entdeckung des Jahres 1999 aus. Neben ihren Trioproduktionen mit Bezügen zu  Klassik, Jazz und Folklore spielten sie auch mit  Gastmusikern wie Arkady Shilkloper, Roswell Rudd und Alexei Koslow.

## Diskographische Hinweise
- Второе Приближение (RDM, 1999)
- Andrei Razin & the Second Approach Project: Pero (Boheme, 1999), mit Vladimir Galaktionov, Arkady Shilkloper, Igor Ivanushkin, Vano Avaliani, Valery Alkhasiants, Tatyana Komova
- Ex Tempore (Landy Star, 1999), mit Mike Ellis, Andrei Razin, Igor Ivanuskin, Tatyana Kormova
- Jazz, Please! (D-Music, 2002), mit Andrei Razin, Tatiana Komova, Igor Ivanushkin,  Oleg Judanov
- Event Space Suite (2004), mit Andrei Razin, Igor Ivanushkin, Tatiana Komova
- Event Space (Leo Records, 2004) dto.
- Pandora's Pitcher (Leo, 2007–11) dto.
- 37,1 degrees C (IOn, 2007)
- The Second Approach Trio with Roswell Rudd The Light (Solyd, 2007) dto.
- Beeswing (Leo Records, 2012)
- The Second Approach Trio With Special Guest Alexey Kozlov: A Day for Dave (Art Beat, 2015)
- Rezi Var (Fanzy, 2017) dto.
- Обэриуты (ArtBeat Music, 2018) dto., mit Alexey Kozlov